# Mädchen sucht seine Brüder
Mädchen sucht seine Brüder ist ein Typ Zaubermärchen, der in der Klassifikation der Volkserzählungen nach Antti Aarne und Stith Thompson, dem Aarne-Thompson-Index (AaTh) bzw. neuer auch nach Hans-Jörg Uther Aarne-Thompson-Uther-Index (ATU) genannt, die Nummer 451 trägt (AaTh bzw. ATU 451).
Gemeinsam ist, dass das Mädchen seine in Tiere verwandelten Brüder sucht und erlöst. 
Beispiele: Grimms KHM 9 Die zwölf Brüder, KHM 25 Die sieben Raben, KHM 49 Die sechs Schwäne, Bechsteins Deutsches Märchenbuch Nr. 54 Die sieben Schwanen, Basiles Pentameron IV,8 Die sieben Täublein.